# Cerkev sv. Martina, Landshut
Cerkev svetega Martina (nemško Stadtpfarr- und Kollegiatstiftskirche St. Martin und Kastulus – Basilica minor) je srednjeveška cerkev v nemškem mestu Landshut v zvezni deželi Bavarski. Cerkev svetega Martina je skupaj z gradom Trausnitz in praznovanjem landshutske poroke najpomembnejši mejnik in zgodovinska značilnost mesta. Opečna gotska cerkev ima najvišji zvonik na Bavarskem in najvišji opečni zvonik na svetu. Prav tako je druga najvišja opečna zgradba na svetu (za dimnikom talilnice Anaconda Stack), tudi brez jeklenih nosilcev. Zvonik cerkve je  visok 130,6 metra.

## Zgodovina
Leta 1204 je mesto Landshut ustanovil vojvoda Ludvik I., bavarski vojvoda Kelheimer. Postavil je grad Trausnitz in zgradil cerkvico, kjer je danes cerkev svetega Martina. 
V arheoloških raziskavah leta 1980 so našli v vzhodnem delu ladje temelje triladijske poznoromanske bazilike, 50 metrov dolge in 27 metrov široke, na zahodu pa prostostoječ zvonik s priloženo kapelo.  Ker je bila raven ceste pri obnovi Landshuta po požaru leta 1342 dvignjena za tri metre, je bilo treba cerkev obnoviti.
Točen datum začetka gradnje cerkve ni znan, vendar je bila gradnja prvič omenjena v mestni kroniki leta 1392. Arhitekt Hans Krumenauer je prvi začel pripravo dvoranske cerkve približno leta 1385, leta 1406 je delo nadaljeval Hans von Burghausen. Po njegovi smrti leta 1432 je delo nadaljeval Hans Stethaimer. Končal je dva zahodna oboka glavne ladje in stranske kapele ter začel okoli leta 1441 graditi znameniti opečni stolp z dvonadstropno stransko kapelo na severu in krstilnico na jugu.  Hans Stethaimer je bil verjetno odgovoren za leta 1452 nastali zahodni portal. V celotnem obdobju je gradbišče vodilo pet arhitektov. Gradnja je trajala približno 110 let. Za gradnjo stolpa so potrebovali 55 let. Cerkev je bila dokončno posvečena leta 1500. Združuje elemente visoke in pozne gotike.
Kolegijska opatija Moosburg je bila v Landshut (sveti Martin) prenesena leta 1598 na pobudo vojvode Viljema V. in bila tam do leta 1803. Leta 1937 je na zahtevo kardinala Faulhaberga papež Pij XI. ponovno vzpostavil kolegij.

## Arhitektura

### Velikost
- notranja dolžina ladje (s korom): 92 m
- notranja širina ladje (s kapelami): 28,65 m
- svetla notranja višina ladje: 28,80 m
- višina stolpa: 130,08 m
- površina: 2668 kvadratnih metrov

Z višino 130,08 m je zvonik najvišja opečna stavba na svetu, ki presega Marijino cerkev v Bruggeu v Belgiji za 8,6 metra. Leta 2001 je papež v Rimu cerkev svetega Martina imenoval manjša bazilika.

### Material
Razen klesanih sestavnih delov (portali, frizi, krogovičje in fiale), ki so izdelani iz naravnega kamna, je cerkev zgrajena iz opeke, ki je povezana z apneno malto. Temelji so postavljeni na 5000 borovih pilotih, ki so popolnoma v podzemni vodi, da ne bi zgnili.

### Zunanjost

#### Ladja in kor
Cerkev svetega Martina je triladijska dvoranska cerkev z devetimi oboki. Med globokimi oporniki na stenah stranskih ladij so zgrajene kapele. Na tretjem in sedmem oboku sta na obeh straneh portala z baldahini z bogato okrašenimi nadstreški iz kamna. Stranske stene ladje so razdeljene na dve coni: stene s kapelami so široko podprte s petrebrastim obokom, nad njimi so štiridelna okna s krogovičjem, ki zapolnjujejo stene med oporniki in so skoraj popolnoma presvetljene. Na vrhu, pod napuščem, je friz iz krogovičja. Na koncu glavne ladje je štiriobočni kor; njegova stena je podobna tisti v ladji, vendar veliko manj globoka. Razmiki med oporniki imajo le majhne, odprte obokane niše za epitafe in nagrobnike. Na južni strani je zakristija. Njeni zahodni okni s šilastimi portali sta gotski, vzhodna dela z apsido imata baročne sestavine. Na severni strani kora je Magdalenina kapela, ki je obdelana z ločenimi kornimi klopmi in kotno fialo. V kotu med korom in ladijsko severno steno je poligonalno stopnišče stolpa.

#### Stolp in kapele
Na zahodni fasadi stoji 130,08 m visok opečni stolp, ki ima tudi preddverje zahodnega portala. Njegovih devet nadstropij se zožuje navzgor in so razdeljena z lizenami v trakove, s slepimi arkadami in poševno stoječimi zunanjimi oporniki. Na prehodu iz kvadratnega v osmerokotni tloris v četrtem nadstropju se razširi tudi s štirimi vitkimi, šesterokotnimi stolpi za stopnišče. Kljub temu da imajo vsi spiralno stopnišče, je mogoče višje le s pomočjo polža v jugovzhodnem kotu, ki jasno prevladuje nad drugimi. Dva filigranska okvirja krone (iz spodnjega dela raste osem fial) obkrožata osmerokotni zvonik. V pritličju stolpa so na obeh straneh kapele; Altdorferkapelle in krstilnica obdajata zahodno stran. Njeni dve nadstropji z okni s krogovičjem deli širši friz.

### Notranjost

#### Ladja in kor
Glavna ladja je sestavljena iz devetih obokov, razdeljenih na štiri pole. Vsakih devet kvadratnih pol se ujema z obema stranskima ladjama. Medtem ko se južna stranska ladja ravno zaključi, ima severna na koncu Magdalenino kapelo. Najzahodnejši obok ladje popolnoma zaseda empora z orglami, ki sloni na treh koničastih lokih. Velike arkade v ladji imajo okvir z brstiči. Profilirani služniki z imposti in cvetličnimi kapiteli na vitkih, osmerokotnih stebrih v ladji se dvigujejo proti rebrastemu, zvezdastemu oboku. Stranski ladji imata zvezdast obok s krožnimi sklepniki. Ti oboki niso neprekinjeni; posamezen obok je ločen s profiliranim membranskim lokom. Stene sedijo na služnikih, ki sprejmejo profil rebrastega oboka in so prekinjeni na vrhu loka ter imajo na višini kapele figuralni baldahin. Kot protiutež nasprotnim prosto stoječim stebrom so na vzdolžnih stenah kapel le ravne stene. Oboki kapel imajo različne mrežne oblike. Slavolok ločuje glavno ladjo od kora. Tam izraščajo trapezaste stene neposredno v mrežast obok, ki se konča s križanjem reber.
V arhitekturi ladje so elementi visoke in pozne gotike povezani. Poseben učinek izhaja predvsem iz močne vertikalnosti posameznih komponent, kot je značilno za visoko gotsko arhitekturo. Na višini 22 metrov imajo stebri ladje širino le enega metra, zato delujejo skoraj kot privid. Stebri imajo še vedno profilirane zidce in cvetlične kapitele, ki določajo pomembne vizualne sestavine meje obokov. Vendar pa so ti strukturni elementi le slabo razviti. To ustvarja vtis, da se stebri in kapiteli nadaljujejo brez prekinitve v obok. Zaradi vrste stebrov na prihajajočega obiskovalca delujejo kot neprekinjen zid, ki komaj omogoča vpogled v stranski ladji. Tako steber ne le poveča vertikalno razsežnost prostora, temveč tudi vidno ločuje osrednjo in stranski ladji. Tudi kor igra ključno vlogo pri opremljanju notranjosti. Spominja na arhitekturo beraških redov iz 13. in 14. stoletja, ki je podobna slogovno konservativnim korom Hansa Krumenauerja (med drugim v karmeličanski cerkvi v Straubingu in stolnici v Passauu) . Njegova višina ustreza polkratniku širine. Poleg tega ima visoka okna s krogovičjem, ki zapolnjujejo skoraj celotno stensko površino. V povezavi s posredno svetlobo stranskih ladij spuščajo korna okna v ladjo veliko svetlobe. Ta učinek je okrepljen s kratkim ladijskim obokom. Poznogotska značilnost modela je uporaba kapel v stranskih ladjah, ki ga je uvedel Hans von Burghausen na Bavarskem .

#### Magdalenina kapela
Hkrati z glavnim korom je nastala Magdalenina kapela, ki je v vzhodnem podaljšku severne stranske ladje in je odprta proti slednji s slavolokom. Zaradi stopnic v stolp v kotu med korom in steno glavne ladje se je preboj iz osi preselil na sever. Prostor je sestavljen iz dveh majhnih, pravokotnih obokov, mrežasti obok v obliki diamanta ima na steni vgrajen tabernakelj.

#### Kapele
Kletne kapele na obeh straneh stolpa so profilirane, s šiljastimi loki v zahodni steni ladje. Notranji videz je odločilno vplival na asimetričnost tlorisa, ki ga ustvarijo zaobljeni zahodni vogali.
Južna krstilnica je v zgornjem nadstropju neobokana, v pritličju pa opremljena z rebrastim obokom.
Severna, posvečena leta 1495, Altdorfer- ali Antoniuskapelle, ima na obeh nadstropjih bolj zapleten mrežast obok. Okrogli sklepniki dajejo  informacije o poimenovanju in ustanovitelju kapele: kažejo orla kot simbol nekdanje škofije Chiemsee in škofa Georga Altdorferja iz Chiemseeja, ki je prišel iz Landshuta. V kapeli je tudi njegov epitaf, ne pa tudi njegov grob. .

## Okrasje

### Zahodni portal
Med stopničasto naraščajočimi številnimi oporniki so glavna vrata potisnjena na zahodno stran stolpa. Datirajo v leto 1452.  Koničast lok se odpira proti verandi v močno profiliranem valovitem okvirju (ogee), ki je prekrit z brstiči in okronan s fialo; zadaj je ograja prebodena s tri- in štiriperesno deteljico. V žloti dejanskega portala, ki je v predprostoru, so na podstavkih figure kot v trumeauju.

### Stranska portala
Stranska portala na obeh straneh tretjega in sedmega oboka stranske ladje z bogato izrezljanim baldahinom sta podobna zahodnemu portalu. Čas nastanka je sporen. Severozahodni portal je starejši od leta 1429. Za preostale tri portale domnevajo, da spadajo v obdobje 1450–1480, s tem da je zahodni portal najmlajši. 
Portali po namenu: Kmečki portal (Bauernportal) na jugozahodu (do 1480/90) in Nevestin portal (Brautportal) na severovzhodu (1465) imata klinast konzolni baldahin s figurami pod vencem in zašiljenim lokom; okrašen tabernakelj s fialo uokvirja predprostor v fasadi. Nadstreška Krstnega portala (Taufportal) na jugovzhodu (okoli 1450/55) in Meščanskega (Bürger) ali Linbrunnerportal na severozahodu (1429) sta odprta z dvojnim koničastim lokom, ki uokvirja valoviti okvir, in tlorisom v obliki žage.

## Oprema
Za starobavarski prostor je oltar v apsidi redkost, svetišče in okrasno čelo sta popolnoma izrezljana iz peščenjaka. Napis na hrbtni strani kaže, da je oltar nastal okoli leta 1424. Kipar je bil verjetno Hans Stethaimer, ki je tudi vodil gradnjo cerkve svetega Martina. Leta 1664 oltar v baročnem slogu ni bil končan istočasno s cerkvijo. Večkrat se je uporabljal kot osnova za retable Johanna de Paya in Jeroma Münderleina. Pri ponovni gotizaciji leta 1857 je bil odstranjen baročni del in poskusili so obnoviti prvotni videz poznogotskega oltarja. Oltar je sestavljen iz menze z enim okrasom krogovičja in četverolistom z ovijalkami. Na nizki predeli je oblikovan visoki relief polfigur apostolov, prerokov in cerkvenih očetov v četverolistnem okvirju. Širok profil okvirja meji na oltarno svetišče. Razdeljeno je na dva registra, figure in reliefi so iz žgane gline. Današnji večbarvni kamen je iz 19. stoletja; prvotne gotske figure in reliefi so bili pobarvani. Osem polnih figur pod krošnjami stoji v spodnjem registru, kjer sta tabernakelj in spremljajoči angelski relief. Je del prvotnega gotskega oltarja in je posebnost časa. Zgornji register ima pet reliefov: cerkveni zavetnik svetega Martina, neogotsko Oznanjenje in dve polji Čaščenja Svetih treh kraljev. Dva velika, osmerokotna stolpiča s tabernakeljskima nišama in kronana s fialo sta na sredi oltarja in tri druge podobe okrasnega čela z osrednjo skupino Križanja. Tudi hrbtna stran oltarja je dovršeno klesana. Upodobljene osebe nosijo številne transparente z besedili, povezanimi z evharistijo. V območju predele so tako kot pri sprednjih polfigure prerokov in apostolov. V zgornjem registru so gotski kipi apostolov, ki stojijo na okrašenih konzolah in kažejo preroke.